# Thomas W. Hardwick
Thomas W. Hardwick (Thomasville, 1872. december 9. – Sandersville, 1944. január 31.) az Amerikai Egyesült Államok szenátora (Georgia, 1914–1919).